# Mamounia
Mamounia là một đô thị thuộc tỉnh Mascara, Algérie. Dân số thời điểm năm 2002 là 11.481 người.